# Deutsches Brennstoffinstitut

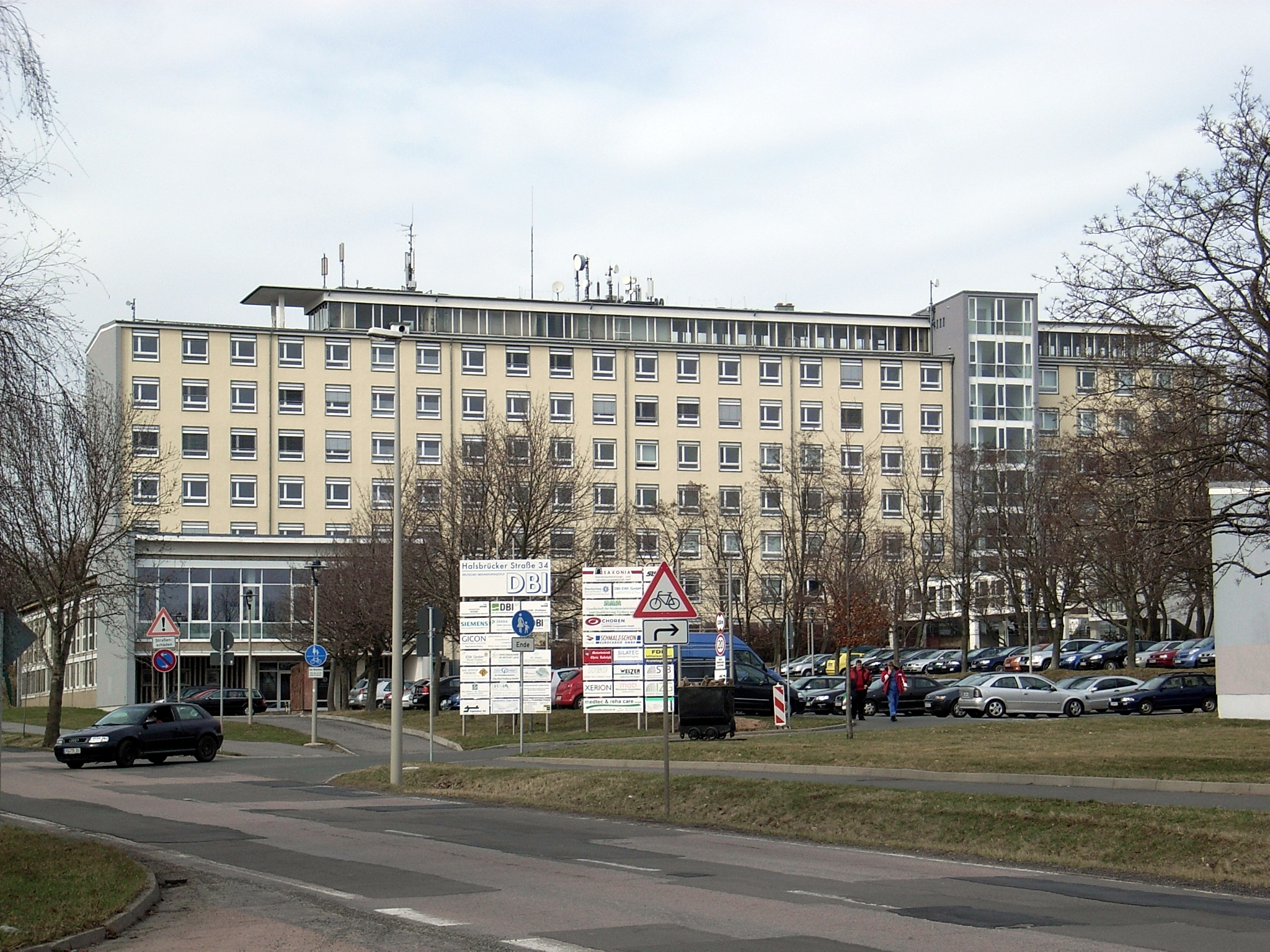
Gebäude des Deutschen Brennstoffinstituts

Das Deutsche Brennstoffinstitut (kurz DBI, zeitweise Brennstoffinstitut Freiberg genannt) war ein Forschungsinstitut der Kohle- und Energiewirtschaft der DDR, das sich mit Grundlagenforschung, praxisorientierter Forschung und Rationalisierung beschäftigte.
Die Braunkohle hatte in der DDR eine sehr hohe Bedeutung für die Energiewirtschaft und die chemische Industrie. Die in der DDR verfügbaren Forschungskapazitäten auf dem Gebiet der Brennstofftechnik genügten den Anforderungen nicht mehr, sodass eine geeignete Institution geschaffen werden musste.

## Geschichte

### Gründung
Das Institut wurde am 1. November 1956 durch Anordnung des Ministers für Kohle und Energie der DDR gegründet. Schwerpunkt der Tätigkeit war die Gewinnung und Veredelung von Brennstoffen. Nach dieser Gründung wurde das Torfinstitut Rostock, die Versuchsbrikettfabrik Bitterfeld und die Versuchskokerei Siegmar-Schongau dem Deutschen Brennstoffinstitut angegliedert. 
Der Standort Freiberg wurde auf Grund der Nähe zur Bergakademie Freiberg gewählt, wo entsprechendes wissenschaftliches Personal ausgebildet wurde. Die Tatsache, dass Freiberg zum Sitz dieser Forschungsstätte bestimmt wurde, hatte auch einen historischen Hintergrund. Hier befand sich seit 1924 das später der Bergakademie angegliederte Staatliche Braunkohlen-Forschungsinstitut. Institutsdirektor des Deutschen Brennstoffinstitutes sollte ein Professor mit Lehrstuhl der Bergakademie werden.

### Entwicklung
Das Institut entwickelte sich zum wissenschaftlich-technischen Zentrum der Kohleindustrie und der Gaswirtschaft der DDR. 
Von 1961 bis 1964 wurde ein Institutsneubau in Freiberg, Halsbrücker Straße 34, errichtet. Dafür standen 35 Millionen Mark zur Verfügung. Es entstanden für etwa 600 Mitarbeiter Büros, Laboratorien und Versuchseinrichtungen.
In den 1970er Jahren wurde das Brennstoffinstitut in das Gaskombinat Schwarze Pumpe als Forschungszentrum eingebunden, hatte aber auch weiterhin Aufgaben für sämtliche Bereiche der Energiewirtschaft zu lösen.
Seit 1986, dem Jahr seines dreißigsten Bestehens, bis zum Jahr 1990 waren im Deutschen Brennstoffinstitut (Außenstellen eingezogen) etwa eintausend Mitarbeiter in verschiedenen Fachbereichen beschäftigt.

### Vorübergehende Namensänderung
Nach der Machtübernahme durch Erich Honecker im Jahr 1971 und der damit einhergehenden veränderten Deutschlandpolitik kam es zur Vermeidung des Wortes „Deutschland“ in Betrieben und öffentlichen Einrichtungen, sodass der Name des Deutschen Brennstoffinstitutes in Brennstoffinstitut Freiberg (BIF) geändert wurde. Ab 1990 wurde wieder der ursprüngliche Name verwendet.

### Auflösung und Nachfolge
Mit der politischen Wende setzte in den neuen Bundesländern ein Privatisierungsprozess ein, sodass das bisher staatliche Brennstoffinstitut Freiberg zum 1. Juli 1990 in die Deutsche Brennstoffinstitut GmbH umgegründet wurde. In der Folge kam es zu Abspaltungen einzelner Sparten und Fachgebiete und mehreren Ausgründungen. Dies führte letztendlich zur Auflösung des Deutschen Brennstoffinstitutes als große ostdeutsche Forschungseinrichtung.
Als Nachfolge des Deutschen Brennstoffinstitutes existieren noch die Unternehmen Deutsches Brennstoffinstitut Vermögensverwaltungs-GmbH, DBI Gas- und Umwelttechnik GmbH und das DBI Gastechnologische Institut gGmbH.

## Organisation und Aufgaben

### Direktoren
Die Mitbegründer und die ersten Direktoren des Deutschen Brennstoffinstituts waren die Professoren Anton Lissner und Erich Rammler. Gemeinsam mit Georg Bilkenroth hatte Erich Rammler einen hüttenfähigen Braunkohlenhochtemperaturkoks (BHT-Koks) entwickelt und 1952 zum Patent angemeldet, was ihn für die Leitung des Instituts qualifizierte. Weitere Direktoren waren Klaus Strzodka, Bernhard Kahn und Horst Brandt.

### Fachbereiche
Das Institut gliederte sich in folgende Fachbereiche:
- Kohleveredlung
- Gaserzeugung
- Gastransport
- Gasspeicherung
- Gasanwendung
- Kerntechnik
- Geologie
- Gewinnungstechnik
- Maschinenwesen
- Wissenschaftsentwicklung
- Ökonomie

### Arbeitsschwerpunkte
Wichtige Schwerpunkte der Arbeit waren die Brikettierung und die Kohleverflüssigung:

#### Brikettierung
Das Institut verfügte über Voraussetzungen zur Lösung brikettiertechnischer Probleme einschließlich der Vorbereitung des zu brikettierenden Gutes. Besondere Erfahrungen lagen auf dem Gebiet der bindemittellosen Brikettierung von Weichbraunkohle. Die technischen Voraussetzungen ermöglichten sowohl im Labormaßstab als auch in einer semi-industriellen Versuchsanlage Arbeiten zu sämtlichen Themen der Brikettierung.

#### Kohleverflüssigung
Seit 1981 beschäftigte sich das Institut mit der Entwicklung eines Verfahrens zur Hydrierung von Braunkohle in der Sumpfphase. Dazu wurde eine kleintechnische Versuchsanlage aufgebaut und betrieben.

### Internationale Zusammenarbeit
Das Institut arbeitete in zahlreichen internationalen Forschungsgremien mit, insbesondere mit Partnerinstitutionen auf der Ebene des Rates für gegenseitige Wirtschaftshilfe (RGW), z. B. in Moskau, Taschkent, Warschau, Katowice, Kraków, Prag, Brünn, Budapest, Sofia, Bukarest und Miskolc. Hier vertrat das DBI die DDR in den Koordinierungszentren der RGW-Mitgliedsländer für die Fachgebiete der Kohleveredelung und der Gasanwendung. Weiterhin war das DBI berufenes nationales Organ im Internationalen Informationssystem Wissenschaft und Technik „INFOMNEFTEGAZ“.